# József Grősz
József Grősz (n. 10 decembrie 1887, Halbturn⁠(d), Burgenland, Austria – d. 3 octombrie 1961, Kalocsa, Bács-Kiskun, Ungaria) a fost un prelat romano-catolic și politician maghiar. A ocupat timp de 18 ani (1943-1961) funcția de arhiepiscop de Kalocsa. În ciuda faptului că a fost inițial cunoscut pentru disponibilitatea sa de a coopera cu guvernul comunist al vremii, a fost trimis în judecată în 1951. A fost condamnat la 15 ani de închisoare și apoi eliberat în martie 1956, în perioada de destalinizare.

## Biografie
Grősz s-a născut pe 9 decembrie 1887, în satul austro-ungar Halbturn, aflat astăzi în landul austriac Burgenland. După ce a studiat la liceul catolic local, administrat de călugării benedictini, a urmat studii de teologie la Seminarul Pázmáneum din Viena. În anul 1911 a fost hirotonit preot pentru Dieceza de Győr. A activat ca preot capelan la Farád (1911-1912) și Oroszvár (1912-1913), iar începând din 1913 a lucrat ca funcționar în cadrul oficiului episcopal din Győr. În anul 1921 a devenit secretar al episcopului Antal Fetser, iar din 1924 a fost șef al administrației episcopale.
La 17 decembrie 1928 a fost numit episcop auxiliar al Diecezei de Győr și la 24 februarie 1929 a fost consacrat episcop de către cardinalul Jusztinián György Serédi, arhiepiscop de Esztergom. Ca urmare a demisiei lui János Mikes la 10 ianuarie 1936, episcopul József Grősz a preluat conducerea Diecezei de Szombathely ca administrator apostolic și a devenit episcop titular trei ani mai târziu, la 19 iulie 1939. Ulterior, la 7 mai 1943 a fost numit arhiepiscop de Kalocsa, iar până la 25 martie 1944 a condus, în paralel, și Dieceza de Szombathely. A murit la 3 octombrie 1961.

## Activitate politică
În cea mai mare parte a carierei sale, Grősz a căutat să protejeze Biserica, refuzând să critice guvernele Ungariei. Spre sfârșitul celui de-al Doilea Război Mondial, sub guvernul național-socialist al Partidului Crucilor cu Săgeți, a ținut un discurs în care a anunțat că nu se opune în niciun fel acțiunilor regimului fascist. El s-a întâlnit ulterior cu István Antal, ministrul propagandei, și a discutat despre o posibilă cooperare pentru combaterea amenințării comuniste.
În august 1950, în calitate de arhiepiscop, a semnat un acord cu statul maghiar pentru soluționarea situației celor 2.000 de călugărițe și călugări deținuți în închisori. Prin acest acord, el a angajat Biserica Romano-Catolică din Ungaria în susținerea construirii unui stat socialist și a acceptat intervenția guvernului în treburile Bisericii, în schimbul promisiunii că va fi permisă libertatea religioasă și a angajamentului că vor fi redeschise opt școli catolice. Ca urmare a faptului că Biserica Romano-Catolică a continuat să protesteze împotriva îngrădirii violente a activităților religioase, arhiepiscopul József Grősz a fost arestat în mai 1951 și condamnat la 15 ani de închisoare sub acuzația de conspirație cu Statele Unite ale Americii și cu Vaticanul pentru răsturnarea regimului comunist. Arestarea sa a fost precedată de lansarea filmului propagandistic Căsătorie ciudată.
A fost grațiat în 1956, alături de alți politicieni din opoziție precum Zoltán Tildy, după ce ar fi promis că se va comporta ca un „fiu credincios al republicii”.
Odată eliberat din închisoare, József Grősz a fost ales președinte al Conferinței Episcopilor Catolici din Ungaria. În anul 1957 a devenit membru al Consiliului Național al Frontului Popular Patriotic.
Condamnarea lui Grősz a fost anulată la 18 mai 1990, iar în 2000 a fost ridicată o statuie a sa la Kalocsa.